# توني كونيل
توني كونيل (بالإنجليزية: Tony Connell)‏ (27 يناير 1944 بغلاسكو في المملكة المتحدة - ) هو لاعب كرة قدم بريطاني في مركز الظهير. لعب مع كوين أوف ساوث ونادي سانت ميرين ونادي لانارك الثالث وPollok F.C. ‏.